# Aïn Fetah
Aïn Fetah est une commune de la wilaya de Tlemcen dans l'Oranie en Algérie.

## Géographie

### Situation
Le territoire de la commune d'Aïn Fetah est situé au nord de la wilaya de Tlemcen. Son chef-lieu, Boutrak, est situé à environ 30 km à vol d'oiseau au nord-ouest de Tlemcen. Ain Fetah est une commune située sur les monts de trara à une altitude moyenne de 300 mètres au centre de la commune. Ain Fetah est proche de Nedroma, de Maghnia, de Hammam Boughara (village de Ryad)
| Aïn Kebira       | Aïn Kebira, Fellaoucene | Fellaoucene |
| Aïn Kebira       | Aïn Fetah               | Fellaoucene |
| Hammam Boughrara | Hammam Boughrara        | Ouled Riyah |

### Localités de la commune
En 1984, la commune d'Aïn Fetah est constituée à partir des localités suivantes :
- Aïn Fetah
- Boutrak (chef-lieu)
- Sidi Ali Benzemra
- Hemmara
- Taouia
- Ouled Bellahcène
- Abdelmasjid
- Ras Tahar
- Chouachi
- Souinia
- Douahi
- Aïn Saâda
- Aïn Beïda
- Sellouh
- Ouahsia